# Jokey
Die Jokey Holding GmbH & Co. KG ist die Obergesellschaft der Jokey-Gruppe mit Sitz in Wipperfürth. Nachgeordnet sind die operativen Gesellschaften Jokey SE und die Jokey Gummersbach SE.
Der Firmenname setzt sich aus den Anfangsbuchstaben des Gründers Josef Kemmerich zusammen. Das zusätzliche y war eine Idee des Grafikers.
Die Jokey-Gruppe befindet sich vollständig im Besitz der Familie Kemmerich.

## Geschichte
Im Jahr 1968 gründete Josef Kemmerich das Unternehmen zur Herstellung von Kunststoffverpackungen. Zu dieser Zeit werden Verpackungen überwiegend aus Weißblech, Aluminium oder Glas hergestellt. Das erste Produkt der neu gegründeten Firma waren Eimer aus Thermoplaste.  Ab 1975 stiegen nach und nach die vier Söhne ins Unternehmen ein. Im Jahr 1975 starb der Unternehmensgründer.
1974 ging die Firma Sure Plastik im benachbarten Gummersbach in die Insolvenz. Sure war dreimal größer als Jokey zu diesem Zeitpunkt. Sure Plastik wurde von Jokey übernommen. 1981 wurde der in Nordfrankreich beheimatete Wettbewerber Sicopal übernommen. Das Werk im französischen Labourse war die erste Auslandsniederlassung des Unternehmens.
Bei einem Großbrand wurde im Juni 1981 die Etikettendruckerei in Gummersbach zerstört. Die Druckerei und eine neue Werkhalle wurden an einem neuen Standort in Gummersbach-Rebbelroth wieder aufgebaut. Ab 1983 wurde das ehemalige Vorwerk-Werk in Wipperfürth-Niedergaul für Jokey um- und ausgebaut. Das Werk stand teilweise unter Denkmalschutz. Der Werksumbau wurde 1986 vollendet. Der Standort ist bis heute neben Gummersbach einer der beiden Jokey-Stammsitze.
Nach der Wiedervereinigung wurde 1991 die Firma Formaplast in Sohland an der Spree bei Dresden übernommen. Das Werk wurde modernisiert, es werden neben Kunststoffverpackungen aber weiterhin Badmöbel und technische Kunststoffteile hergestellt.
Die Gründung des polnischen Werks im Jahr 1994 war die zweiten Auslandsniederlassung von Jokey. Dafür wurde ein ehemaliges IG-Farben-Gelände in Kedzierzyn-Kozle, im südwestlichen Teil Polens, umgebaut.
1998 gründete Jokey ein drittes Auslandswerk in Gebze, südlich von Istanbul, das im darauffolgenden Jahr von einem Erdbeben schwer beschädigt wurde. 2012 wurde die türkische Produktionsstätte im Nachbarort Dilovasi in erdbebensicherer Bauweise neu aufgebaut. Ebenfalls 1998 nahm Jokey in Mochov, unweit von Prag, sein neu errichtetes Werk in Tschechien in Betrieb.
Im Jahr 2000 wurde ein Joint Venture (51 % Jokey) mit einem algerischen Geschäftspartner, der Familie Taleb, in Nordafrika gegründet. Aus den Namen Jokey und Taleb entstand der neue gemeinsame Firmenname Joktal.
2002 übernahm Jokey die Meik Werkzeugbau GmbH (heute Jokey Werkzeugbau GmbH) in Lindlar. Hier werden die Spritzgusswerkzeuge für alle Werke konstruiert, hergestellt und ggf. umgebaut und repariert.
In den Jahren 2003 und 2004 folgen weitere Gründungen von Auslandswerken: u. a. das Werk im kanadischen Ontario. Im Jahr 2007 wird in Badr in Ägypten ein neugebautes Werk in Betrieb genommen. Beliefert wird von hier aus der gesamte arabische Raum, insbesondere die Farben- und Lackhersteller. 2008 entsteht ein weiteres Jokey-Werk in Nova Pazova, Serbien, heute Jokey Beograd. Acht Jahre später wird dieses Werk durch ein nahe gelegenes 70.000 m² umfassendes Grundstück vergrößert.
2009 übernimmt Jokey die Marken Sieper und Imagolux und erweitert damit sein Spa-Segment. Die neu hinzugekommenen Spiegelschränke, Dampfduschen, Infrarotkabinen, Badmöbel und insbesondere Spiegel werden im Werk in Sohland produziert. Jokey übernahm die Marken Sieper und Imogolux. Die Spiegelschränke, Dampfduschen, Infrarotkabinen, Badmöbel und insbesondere Spiegel werden fortan im Werk in Sohland a.d. Spree produziert. 2016 wird dieses Segment noch einmal ausgeweitet, als Jokey die Kristall-Form Spiegel GmbH übernimmt.
2017 wurde der spanische Hersteller Treplás gekauft. weiter. Das Familienunternehmen produziert neben gespritzten Verpackungen für die Lebensmittelindustrie auch Verschlüsse, Kappen und Sonderlösungen für Beauty und Home Care. Nachfolgend begannen die Planungen, um ein neues Werk zu errichten. Der Neubau wurde 2021 in Murcia, Südspanien eröffnet. Treplás firmiert seitdem unter Jokey Ibérica.
2023 eröffnete das 16. Werk: Jokey UK befindet sich in Corby, Großbritannien. Die Anfang September angelaufene Produktion bedient die Märkte in England, Wales, Irland und Schottland.
Mit Stand 2025 existieren 14 Produktionsbetriebe in 11 Ländern. Produziert wird u. a. in Deutschland, Frankreich (Labourse), Polen (Kedzierzyn Kozle), Tschechien, Serbien (Nova Pazova), Kanada, Türkei (Dilovası), Algerien, Ägypten (Badr) und Spanien (Murcia).

## Struktur des Unternehmens
Die SE-Geschäftsführungen bestehen aus einem vierköpfigen Team, oberstes Leitungs- und Kontrollorgan der Jokey Group ist der vierköpfige Verwaltungsrat. Dieser ist mit drei Mitgliedern der Inhaberfamilien aus der zweiten und dritten Generation sowie einem externen Experten besetzt.

## Geschäftsbereiche
Die Jokey Group ist in folgenden Geschäftsbereichen tätig:

### Jokey Packaging
Jokey fertigt starre Kunststoffverpackungen für Füllgüter aus dem Bereich Food und Non-Food. Dazu gehören etwa Lebensmittel, Tierfutter, Medizinprodukte, Baustoffe oder bauchemische Produkte. Das Produktsortiment umfasst Eimer in runder, ovaler oder eckiger Form, Dosen und Schalen. Ein Zubehörprogramm, etwa Deckelausgießer oder Pumpenstopfen, gehört ebenso zum Angebot wie Verschlüsse aus Kunststoff – für Flaschen, Tuben und flexible Verpackungen. Seit Anfang 2023 hat Jokey mit der Eigenmarke KeepIn eine neue Mehrwegmarke etabliert. Der Verpackungsbereich macht 90 Prozent der Jokey-Geschäftstätigkeit aus und wird vom Unternehmen in europäischen, nordafrikanischen und nordamerikanischen Märkten betrieben.

### Jokey Spa
Das Jokey-Badsortiment besteht aus Spiegelschränken der Marke Jokey und Spiegeln der Marken Jokey, lmagolux und KristallForm. Die Jokey-Spiegelschränke bestehen aus Kunststoff, Holz und Aluminium. Alle Jokey-Badezimmerprodukte werden bei Jokey Sohland entwickelt und gefertigt.

### Das Jokey Eco Concept
Mit dem Jokey Eco Concept entwickelte Jokey 2017 ein komplettes Nachhaltigkeitsprogramm. 2025 liegt es als Jokey Eco Concept 4.0 in der vierten Generation vor. Es umfasst 14 Handlungsfelder.
2018 hat Jokey eine Kampagne für die Steigerung von Rezyklat-Verpackungen gestartet. Die Initiative „Grau ist das neue Grün“ zielt darauf ab, insbesondere im Non-Food-Bereich verstärkt Post-Consumer-Rezyklate einzusetzen, um Ressourcen zu sparen und die Kreislaufwirtschaft zu fördern. 2019 ist Jokey der RAL-Gütergemeinschaft Rezyklate aus haushaltsnahen Wertstoffsammlungen beigetreten. Die von Grüner Punkt und Partnern im April 2018 gegründete Gütergemeinschaft unterwirft sich freiwillig den vom RAL-Institut anerkannten Güte- und Prüfbestimmungen. Mit dem RAL-Gütezeichen %-Recycling-Kunststoff dokumentiert das Unternehmen, in welchen Verpackungen Kunststoffe aus der Gelben Tonne verwertet und eingesetzt werden und wie hoch deren prozentualer Anteil ist.

## Auszeichnungen (Auswahl)
- 1993: Deutscher Nachhaltigkeitspreis beim Deutschen Verpackungswettbewerb[23]
- 2017: BME-Innovationspreis, Bundesverband Materialwirtschaft, Einkauf und Logistik e.V.[24]
- 2017: Gütesiegel „Ausgezeichneter Ausbildungsbetrieb“ für Jokey Gummersbach durch die Initiative Ertragswerkstatt[25]
- 2019: Gütesiegel „Ausgezeichneter Ausbildungsbetrieb“ für alle drei Jokey-Werke im Oberbergischen Kreis durch die Initiative Ertragswerkstatt[26]
- 2020: Gütesiegel „Ausgezeichneter Ausbildungsbetrieb“ für alle drei Jokey-Werke im Oberbergischen Kreis durch die Initiative Ertragswerkstatt[27]
- 2021: Gütesiegel „Sicher mit System“ (Jokey Gummersbach SE) der Berufsgenossenschaft Rohstoffe und chemische Industrie (BG RCI)[28]
- 2021: Gütesiegel: „Ausgezeichneter Ausbildungsbetrieb“ für alle vier deutschen Jokey-Werke (Jokey SE Wipperfürth, Jokey Gummersbach SE, Jokey Sohland GmbH & Jokey Werkzeugbau GmbH) durch die Initiative Ertragswerkstatt[29]
- 2022: Gütesiegel: „Ausgezeichneter Ausbildungsbetrieb“ für alle vier deutschen Jokey-Werke (Jokey SE Wipperfürth, Jokey Gummersbach SE, Jokey Sohland GmbH & Jokey Werkzeugbau GmbH) durch die Initiative Ertragswerkstatt[30]
- 2022: Bestenehrung IHK Köln 2023, 3 Auszubildende Industriekaufmann/-frau Jokey SE, 1 Industriemechaniker Jokey SE[31]
- 2023: Gütesiegel: „Ausgezeichneter Ausbildungsbetrieb“ für alle vier deutschen Jokey-Werke (Jokey SE Wipperfürth, Jokey Gummersbach SE, Jokey Sohland GmbH & Jokey Werkzeugbau GmbH) durch die Initiative Ertragswerkstatt